# Joseph Fiennes
Joseph Alberic Twisleton-Wykeham-Fiennes ([ʤəʊzɪf 'ælbəɹɪk 'twɪsltən 'wɪkəm faɪnz]), més conegut com a Joseph Fiennes, (Salisbury, 27 de maig de 1970) és un actor de cinema, televisió, teatre i de doblatge anglès.

## Carrera
És fill de la novel·lista Jennifer Lash i el fotògraf Mark Fiennes (1934-2004). És conegut pel seu treball al teatre (treballà per a la Royal Shakespeare Company) i per fer el mateix William Shakespeare a la pel·lícula Shakespeare in Love (1998), de John Madden, pel·lícula per la qual va obtenir tretze nominacions als Òscars i en guanyà a set categories, entre elles, la de millor pel·lícula.
Coprotagonitzà juntament amb Jude Law la pel·lícula Enemic a les portes (2001), on interpretà Danilov, un comissari polític de segona classe destinat a Stalingrad. El 2004 actuà a El mercader de Venècia.
A la televisió fou el protagonista de la sèrie FlashForward (2009-2010).

## Vida personal
Fiennes té sis germans, entre ells l'actor Ralph Fiennes, la directora de cinema Martha Fiennes i un germà bessó anomenat Jacob. És cosí de l'aventurer Ranulph Fiennes i cosí vuitè del Príncep de Gal·les.
Quant a la seva vida amorosa és molt reservat. Mai no li ha agradat fer públiques les seves relacions, però ha estat relacionat sentimentalment amb Cate Blanchett, Sara Griffiths, Catherine McCormack i Fiona Jolly. Va contraure matrimoni amb una model suïssa, María Dolores Diéguez, amb qui manté una relació des del 2005. La boda fou duta a terme en la més estricta intimitat al país on van conèixer-se: Itàlia.

## Filmografia
- Bellesa robada (1996)
- Shakespeare in Love (1998)
- Elizabeth (1998)
- Martha, Meet Frank, Daniel and Laurence (1998)
- Meva per sempre (Forever Mine) (1999)
- El sabor de la traïció (2000)
- Enemic a les portes (2001)
- Killing Me Softly (2002)
- Simbad, la llegenda dels set mars (Sinbad: Legend of the Seven Seas) (doblatge de veu, 2003)
- Luter (2003)
- El mercader de Venècia (2004)
- The Great Raid (2005)
- L'humanoide perdut (Man to Man) (2005)
- Retalls de la meva vida (Running with Scissors) (2006)
- The Darwin Awards (2006)
- Adéu bafana (2007)
- Spring 1941 (2008)
- El Baró Vermell (2008)
- L'escapista (2008)
- Mrs. Darwin (2009)
- Vivaldi (2009)
- FlashForward (sèrie de televisió) (2009 - 2010)
- Against the Current (2009)
- The Games Maker (2014)
- Hercules (2014)
- Strangerland (2015)
- Psy (2015)
- Risen (2016)
- On Wings of Eagles (2016)

## Premis

### Premis BAFTA
| Any  | Categoria    | Pel·lícula          | Resultat |
| ---- | ------------ | ------------------- | -------- |
| 1998 | Millor actor | Shakespeare in Love | Nominat  |

### Premis del Sindicat d'Actors
| Any  | Categoria          | Pel·lícula          | Resultat  |
| ---- | ------------------ | ------------------- | --------- |
| 1998 | Millor repartiment | Shakespeare in Love | Guanyador |
| 1998 | Millor actor       | Shakespeare in Love | Nominat   |

### Premis Satellite
| Any  | Categoria                                  | Pel·lícula             | Resultat |
| ---- | ------------------------------------------ | ---------------------- | -------- |
| 2004 | Millor actor secundari - Comèdia o Musical | El mercader de Venècia | Nominat  |